# Conomma ealae
Conomma ealae is een hooiwagen uit de familie Pyramidopidae.